# Vesancy
Vesancy är en kommun i departementet Ain i regionen Auvergne-Rhône-Alpes i östra Frankrike. Kommunen ligger  i kantonen Gex som ligger i arrondissementet Gex. Kommunens areal är 10,7 km². År 2022 hade Vesancy 513 invånare.

## Befolkningsutveckling
Antalet invånare i kommunen Vesancy
Referens: INSEE